# Ponnambalam Ramanathan
Ponnambalam Ramanathan (né le 15 avril 1851 à Colombo et décédé le 30 novembre 1930 dans la même ville) était un avocat et homme politique tamoul sri-lankais.
Il était l'Avocat général de Ceylan (en), soit la 2ème personne la plus importante du système judiciaire ceylonais, derrière le procureur général.
Il était le frère de Ponnambalam Arunachalam.

## Biographie

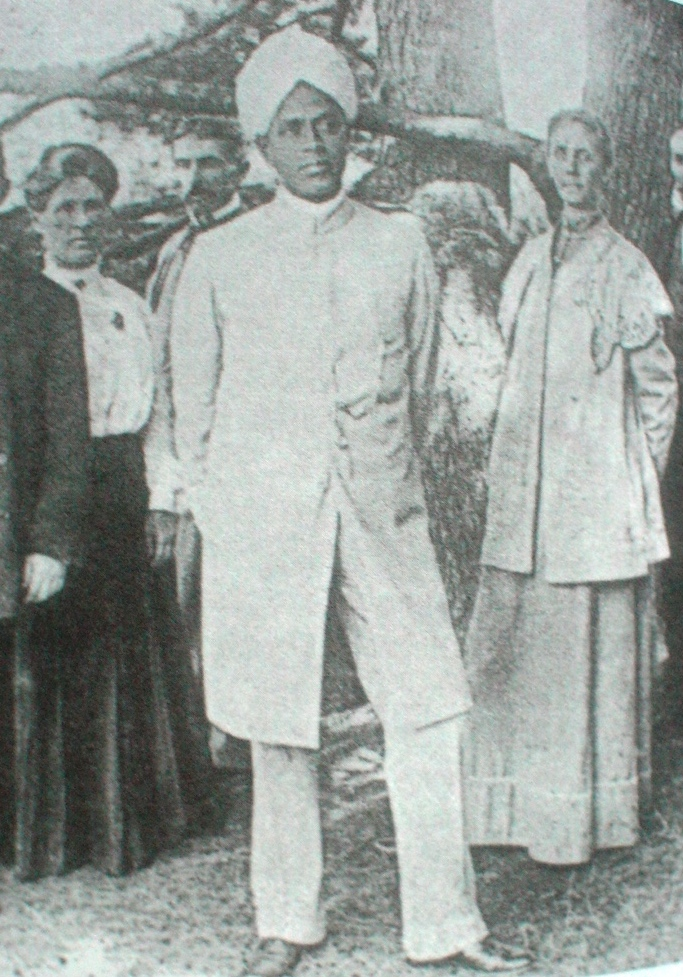
Ponnambalam Ramanathan

Il fut actif dans le développement éducatif du Sri Lanka et dans le rapprochement entre bouddhisme et christianisme en relation avec la société théosophique.

## Publications
- On Faith or Love of God (1897)[1]
- An Eastern Exposition of the Gospel of Jesus According to St. Matthew (1898)[D 1],[V 1]
- An Eastern Exposition of the Gospel of Jesus According to St. John (1902)[D 1],[V 1]
- The Spirit of the East Contrasted with the Spirit of the West (1905)[2]
- Culture of the Soul Among Western Nationals (1907)[D 1]
- Tamil translation of Bhagavat Gheetha  (1914)[D 1]

## Distinctions
- Ordre de Saint-Michel et Saint-Georges Chevalier commandeur (GCMC)
- Héros national du Sri Lanka

### Dictionary of Biography of the Tamils of Ceylon
- (en) Sanmugam Arumugam, Dictionary of Biography of the Tamils of Ceylon, Sri Lanka, 1997, 158–159 p. (lire en ligne)

1. 1 2 3 4  Sanmugam  p145

### The Life of Sir Ponnambalam Ramanathan
- (en) M. Vythilingam, The Life of Sir Ponnambalam Ramanathan, vol. I, Ramanathan Commemoration Society, 1971 (lire en ligne)

1. 1 2  Vythilingam 1971, p. 489